# ドリームスエフエム放送
ドリームスエフエム放送株式会社は、福岡県久留米市及び小郡市、筑後市、広川町、佐賀県鳥栖市、みやき町の一部を放送区域として超短波放送（FM放送）を行う特定地上基幹放送事業者である。
DreamsFMの愛称でコミュニティ放送を行っている。

## 概要
1998年（平成10年）開局。当初の社名は「株式会社くるめシティエフエム」であった。
福岡県では天神エフエムに次ぐ2局目のコミュニティ放送局であるが、天神エフエムは九州国際エフエム（Love FM）の放送事業を承継し、2011年（平成23年）より外国語放送局の「ラブエフエム国際放送」となりコミュニティ放送を廃止したため、現存するコミュニティ放送局では最古参と言うことになる。
自社制作番組以外では、J-WAVEの番組や外部制作番組を放送。
福岡県の局であるが、会社概要では、放送エリアは筑後・佐賀広域圏内市町村、エリア内人口は約100万人25万世帯（推定、カーラジオでの聴取可能地域）と佐賀県方面で聴取できることをアピールしている。
主要株主
- 久留米市、筑邦銀行、久留米運送、久光製薬 他

## 沿革
- 1998年（平成10年）
  - 6月24日 - 放送局（現・特定地上基幹放送局）の予備免許取得。
  - 6月29日 - 株式会社くるめシティエフエム設立。
  - 12月21日 - 放送局の免許取得。
  - 12月23日 - 開局。
- 2002年（平成14年）- ドリームスエフエム放送株式会社に社名変更。

## 六角堂サテライトスタジオ

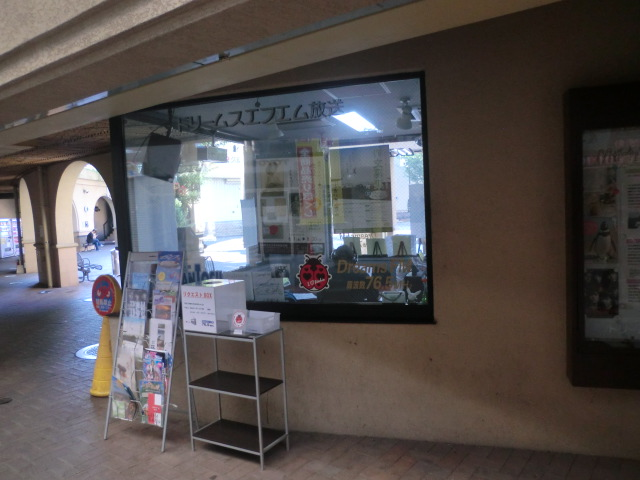
六角堂サテライトスタジオ

久留米シティプラザにある六角堂広場（ロッカクドースクエア）に3面ガラス張りのサテライトスタジオがあり、自社製作の生放送番組のうち「おはようホットライン｣を除いてここから放送している。
以前は六角堂広場の隣にあったリボンスクエア内のミニFM「FM KURUME」（運営・久留米の街を楽しくする会）のサテライトスタジオを利用していたが、火災で焼失したため、六角堂広場整備時に移転した。

## 主な番組
★マークは生放送。
- ★モーニングチャージ765（月～金曜　7:30 〜 9:30）
- ★ハピネスワールド（月～金曜　12:00 〜 15:30）
- シュガーシュガーYaYa（水曜　21:00 ～ 22:00） - サザンオールスターズを愛し続けて、約20年！Dreams FM長寿番組！。
- ゆうくんともじゃのラジオで笑おうばい！（金曜　16:30 ～　17:00）

過去の番組
- クラシックをあなたと
- ハピネスワールド
- BRAKE SWITCH

番組内コーナーとして、木曜日の「熱いぜ！筑後」では福岡ソフトバンクホークス公認のファーム情報を放送している。また金曜日の「CHI★GO-ON」では、えとぴりかなどの地元ミュージシャンが週替わりで登場している。
- 野田かつひこのフォーク・ふるさと劇場
- BLUESVILLE SHIBUYA　SHIBUYA-FM制作の番組を録音放送。DJは鮎川誠ほか

一部番組は再放送をしている。また、深夜時間帯（22:00 - 6:00）はJ-WAVEの一部番組を放送している。22:00の時報の後J-WAVEの番組に切り替えられ、5:59頃にJ-WAVEの番組をフェードアウトし放送開始のアナウンスが入る。